# カウィ山
カウィ山またはグヌン・カウィは、インドネシアのジャワ島東部にある成層火山である。ブタック山に隣接する巨大な火山である。歴史上、噴火の記録はない。